# جاكوب برينان
جاكوب برينان (بالإنجليزية: Jacob Brennan)‏ هو لاعب كرة قدم أسترالية أسترالي، ولد في 24 يناير 1990 في برث في أستراليا.

## وصلات خارجية
- جاكوب برينان على موقع AustralianFootball.com (الإنجليزية)
- جاكوب برينان على موقع AFLtables.com (الإنجليزية)